# Калиновка (Бобруйский район)
Кали́новка (бел. Калінаўка) — деревня в составе Горбацевичского сельсовета Бобруйского района Могилёвской области Республики Беларусь.

## Население
- 1999 год — 114 человек
- 2010 год — 74 человека